# Spartacus : Vengeance
Pour les articles homonymes, voir Spartacus (homonymie).
Chronologie
Spartacus : Le Sang des gladiateurs Spartacus : La Guerre des damnés
Spartacus : Vengeance est le titre de la deuxième saison de la  série télévisée américaine Spartacus créée par Steven S. DeKnight et diffusée du 27 janvier 2012 au 30 mars 2012 sur la chaîne Starz aux États-Unis et depuis le 29 janvier 2012 sur les chaînes Movie Central et The Movie Network au Canada.
En France, la saison a été diffusée pour la première fois en mai 2012 sur la chaîne payante OCS Choc et depuis le 21 novembre 2013 sur la chaîne gratuite W9. En Belgique et au Luxembourg sur BeTV.
Cette saison suit les aventures de Spartacus interprété par Liam McIntyre, après que lui et le reste des gladiateurs ont tué leur dominus Batiatus et se sont échappés du ludus.

## Description

### Synopsis
Dans la foulée de la fuite sanglante de la Maison de Batiatus qui a conclu la première saison, la rébellion de gladiateurs se poursuit et la crainte s'installe dans la République romaine. Gaius Claudius Glaber et ses troupes sont envoyés à Capoue pour écraser la bande croissante d'esclaves libres que Spartacus conduit avant que celle-ci puisse causer des dégâts supplémentaires. Spartacus est confronté au choix de satisfaire son besoin de vengeance personnelle contre l'homme qui a conduit sa femme à l'esclavage et la mort ou faire tous les sacrifices nécessaires pour garder son armée au complet.

### Conclusion
Les personnages suivants sont encore en vie à la fin de la seconde saison : Agron, Crixus, Donar, Spartacus, Nasir, Naevia, Gannicus, Gallienus, Lugo, Nemetes et Saxa.

## Distribution et personnages
Classés par présence par épisodes, :
- Dan Feuerriegel (V. F. : Charles Borg) : Agron
- Manu Bennett (V. F. : Gilles Morvan) : Crixus
- Peter Mensah (V. F. : Thierry Desroses) : Doctore Œnomaüs
- Heath Jones (V. F. : Glen Hervé) : Donar
- Craig Parker (V. F. : Xavier Fagnon) : Glaber
- Viva Bianca (V. F. : Élisa Bourreau) : Ilithyia
- Lucy Lawless (V. F. : Céline Monsarrat) : Lucretia
- Katrina Law (V. F. : Laetitia Laburthe) : Mira
- Liam McIntyre (V. F. : Adrien Antoine) : Spartacus
- Nick Tarabay (V. F. : Vincent Ropion) : Ashur
- Pana Hema Taylor (V. F. : Brice Ournac) : Nasir
- Hanna Mangan Lawrence (V. F. : Jessica Monceau) : Seppia
- Cynthia Addai-Robinson (V. F. : Flora Kaprielian) : Naevia
- Dustin Clare (V. F. : Laurent Morteau) : Gannicus
- Timothy Raby : Gallienus
- Paul Glover (V. F. : Glen Hervé) : Salvius
- Tom Hobbs (V. F. : Jérémy Prevost) : Seppius
- Stephen Dunlevy : L’égyptien
- Ioane King : Rhaskos
- Brett Tucker (VF : Laurent Mantel) : Varinius
- Alex Way : Acer
- Kevin J. Wilson : Albinius
- Bonnie Sveen : Chadara
- Brian Manthenga : Fortis
- Joseph Naufahu : Liscus
- Peter McCauley : Lucius Caelius
- Barry Duffield : Lugo
- Luke Pegler : Marcus
- Greg Ward : Mercato
- Ditch Davey : Nemetes
- Stephen Papps : Ovillus
- Ellen Hollman : Saxa
- Delaney Tabron : Marcia

Source V. F. : AlloDoublage
Seuls les personnages de Crixus, Gannicus, Glaber, Œnomaüs, Spartacus et Varinius ont réellement existé.

Photos des acteurs principaux
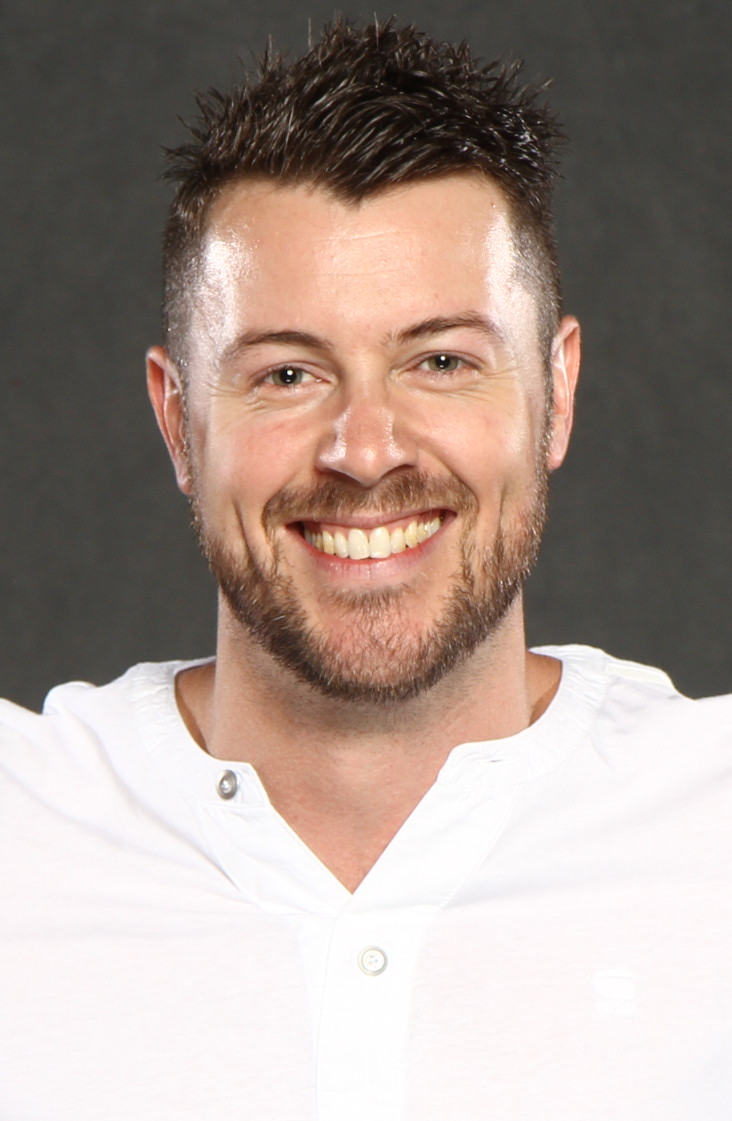
Dan Feuerriegel interprète Agron
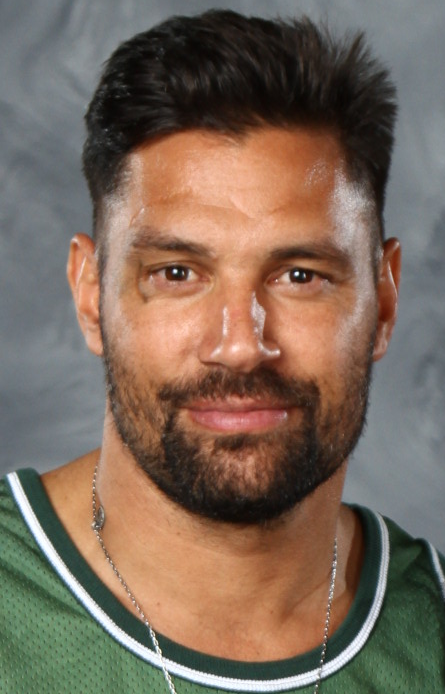
Manu Bennett interprète Crixus
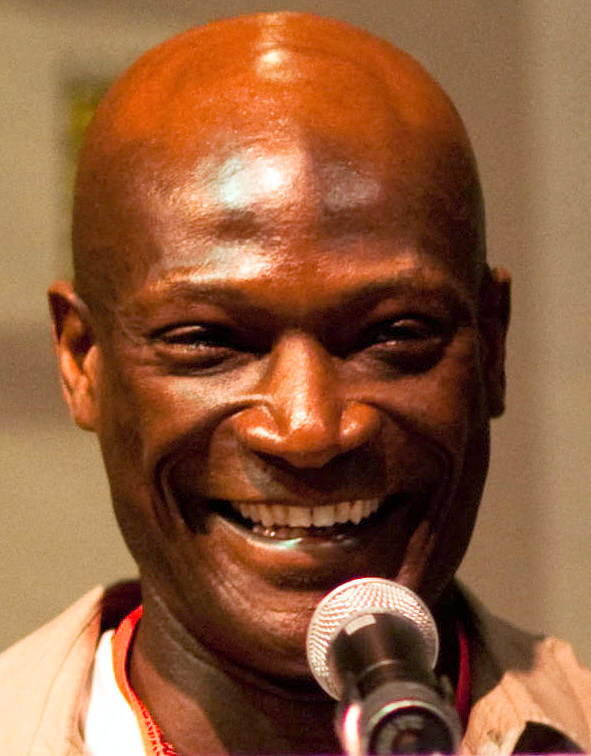
Peter Mensah interprète Doctore Œnomaüs
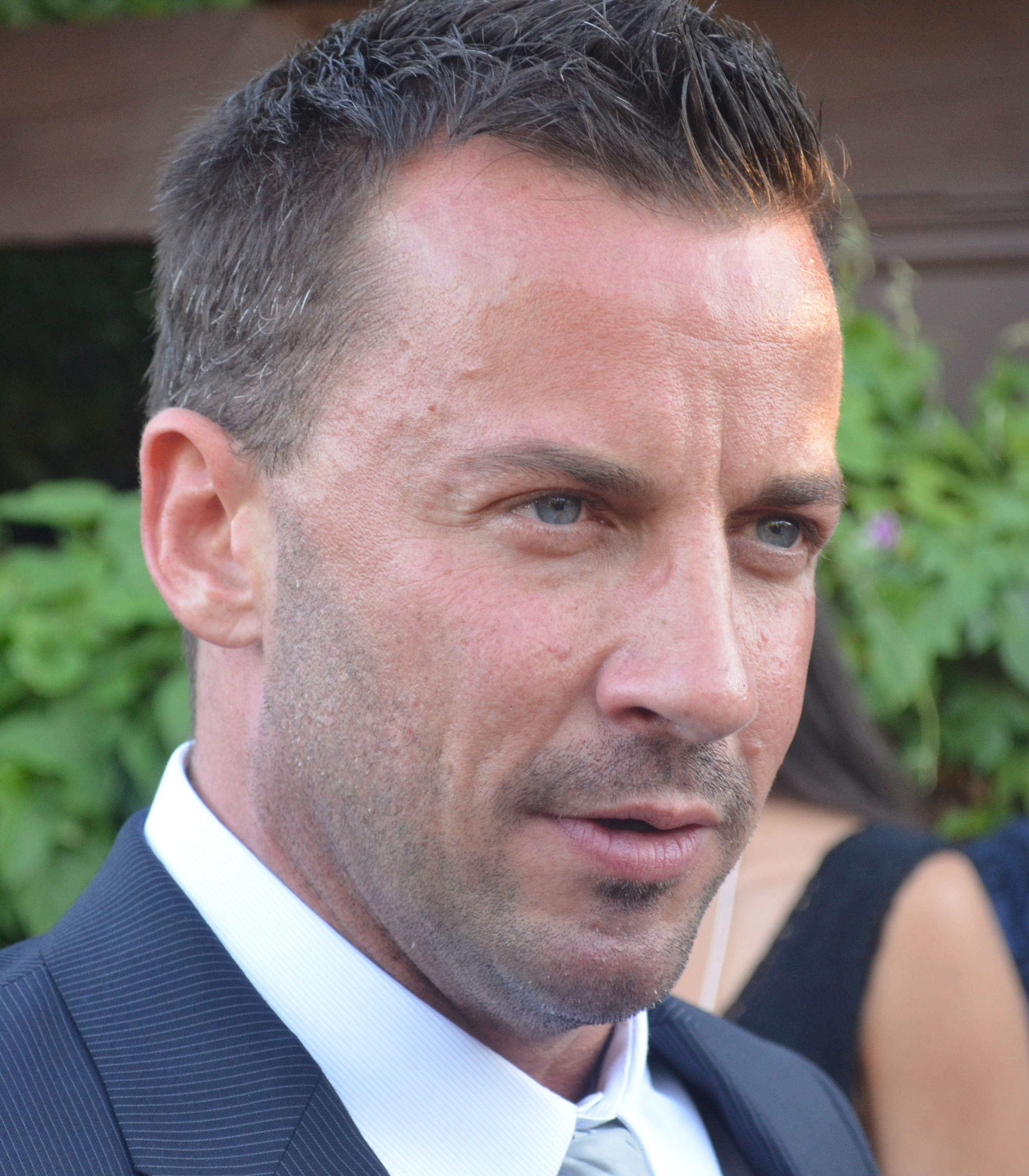
Craig Parker interprète Glaber
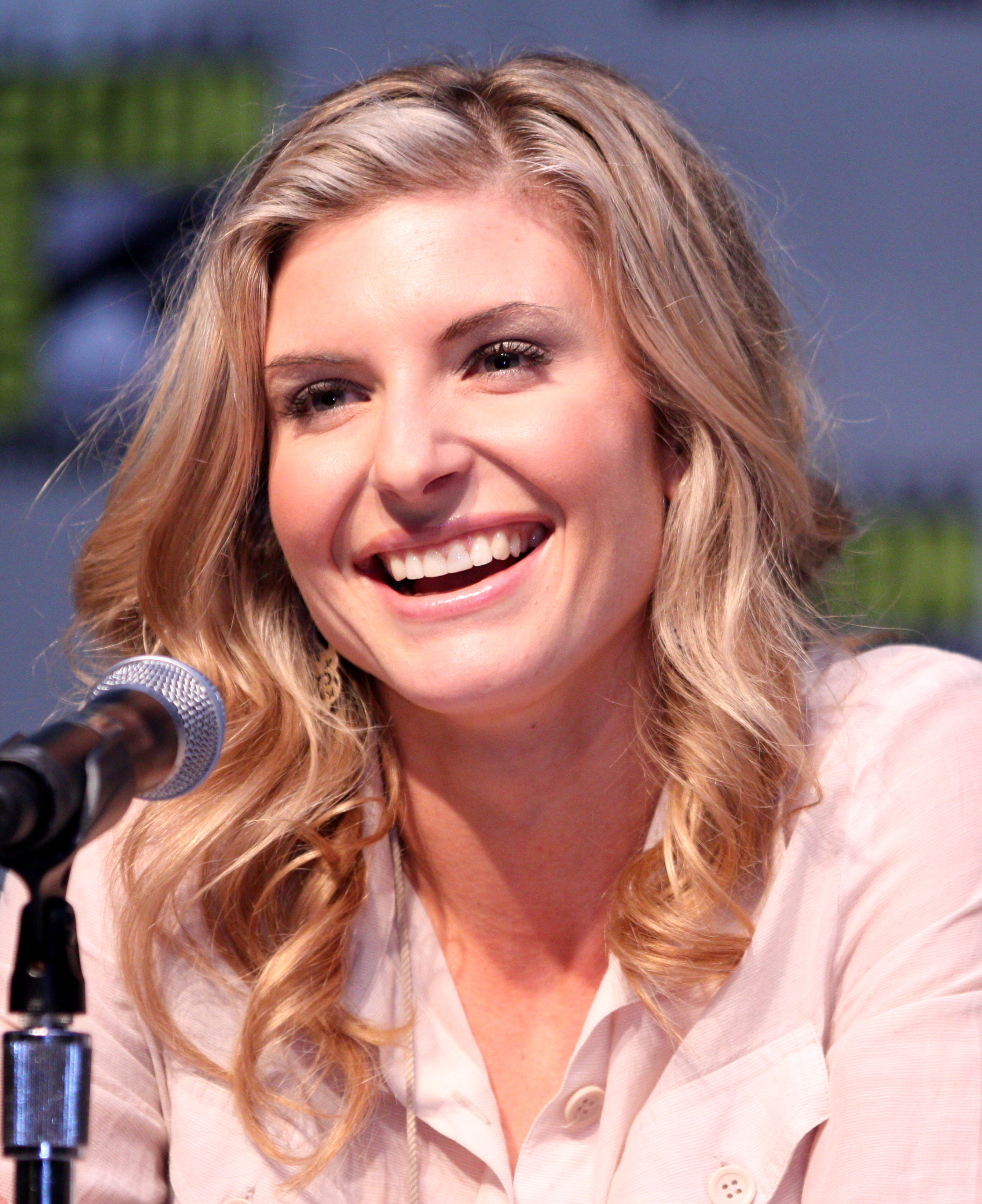
Viva Bianca interprète Ilithyia
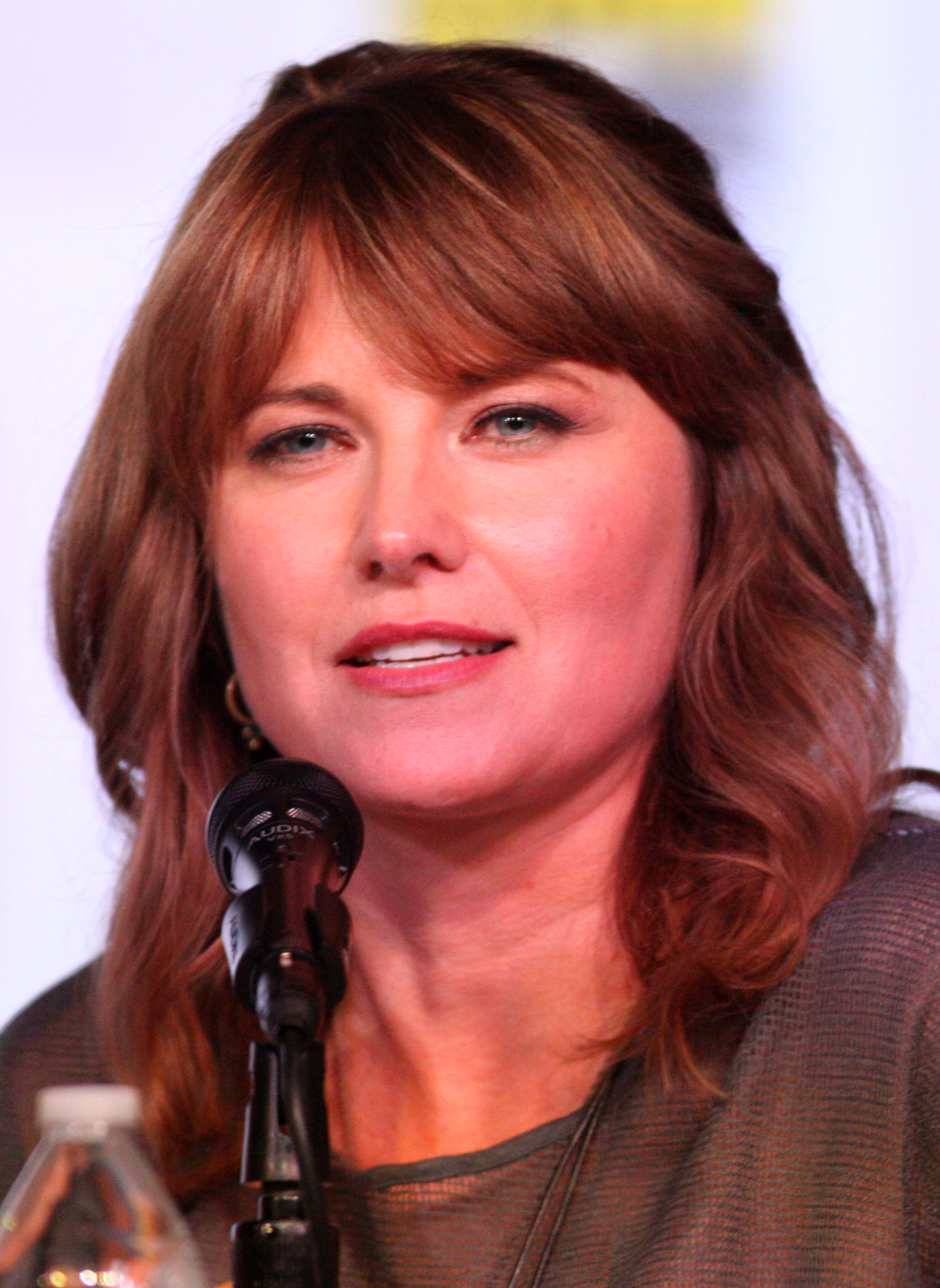
Lucy Lawless interprète Lucretia
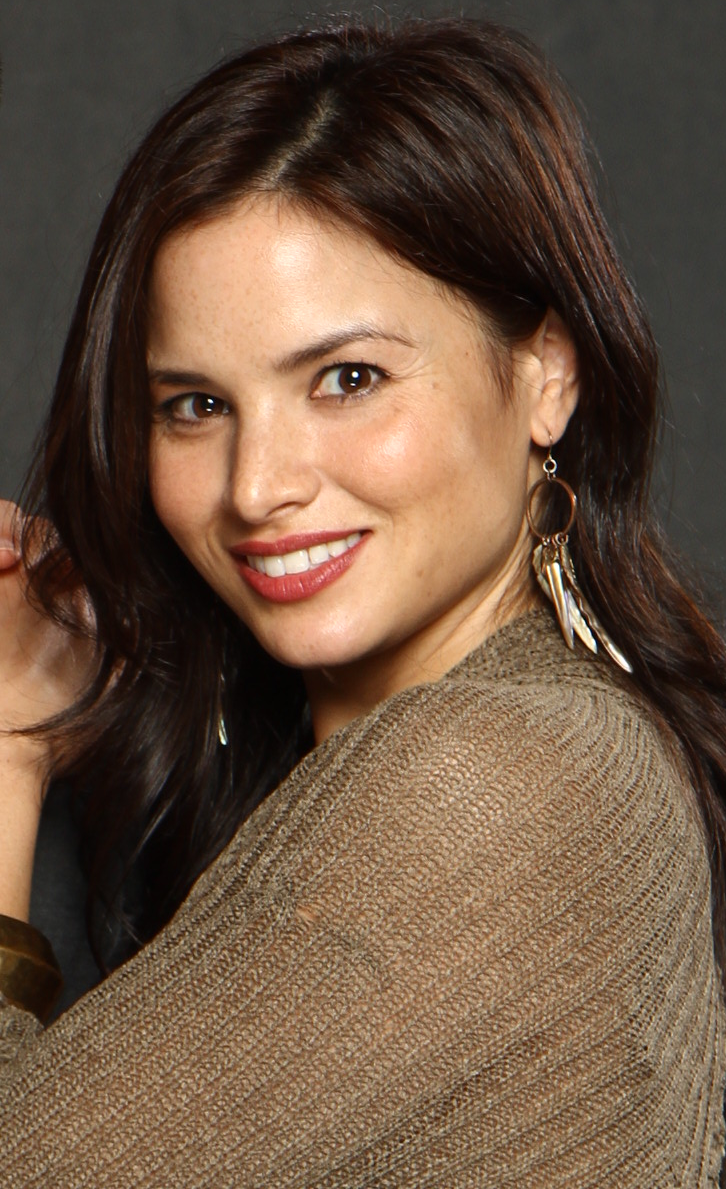
Katrina Law interprète Mira
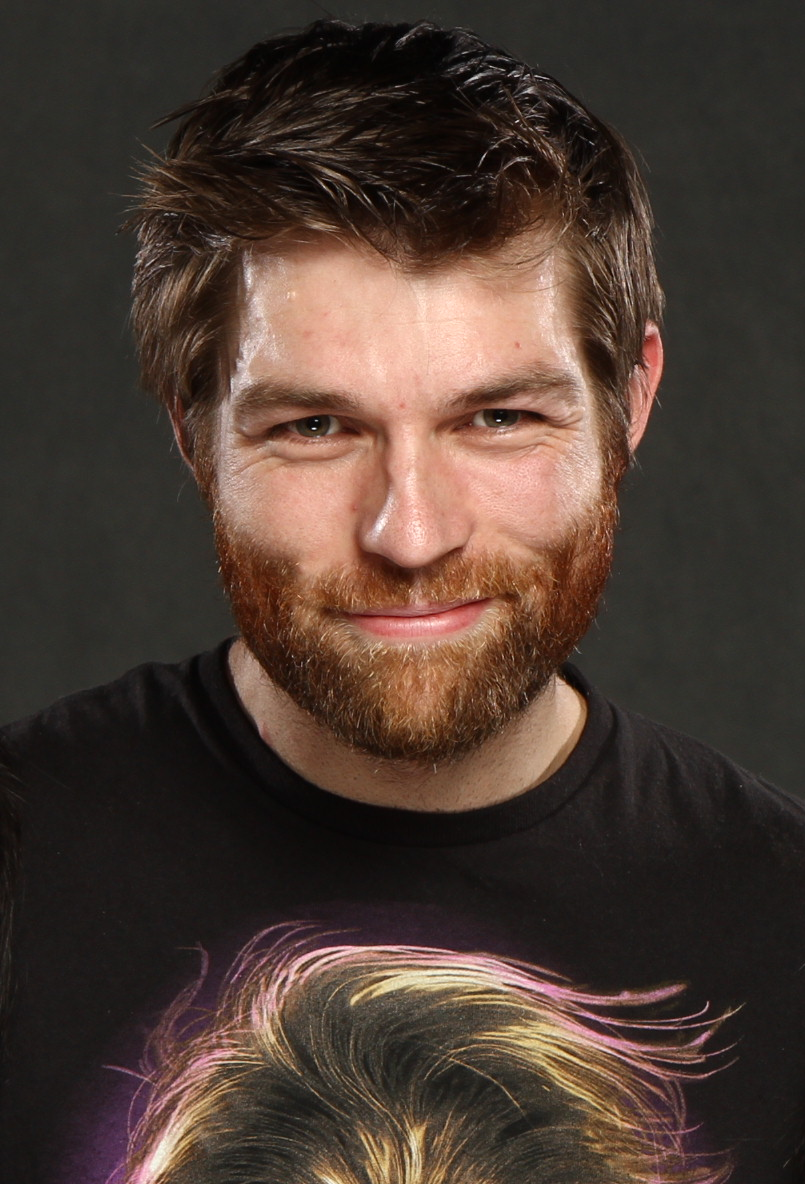
Liam McIntyre interprète Spartacus
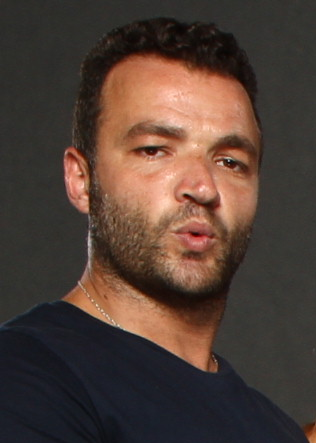
Nick Tarabay interprète Ashur
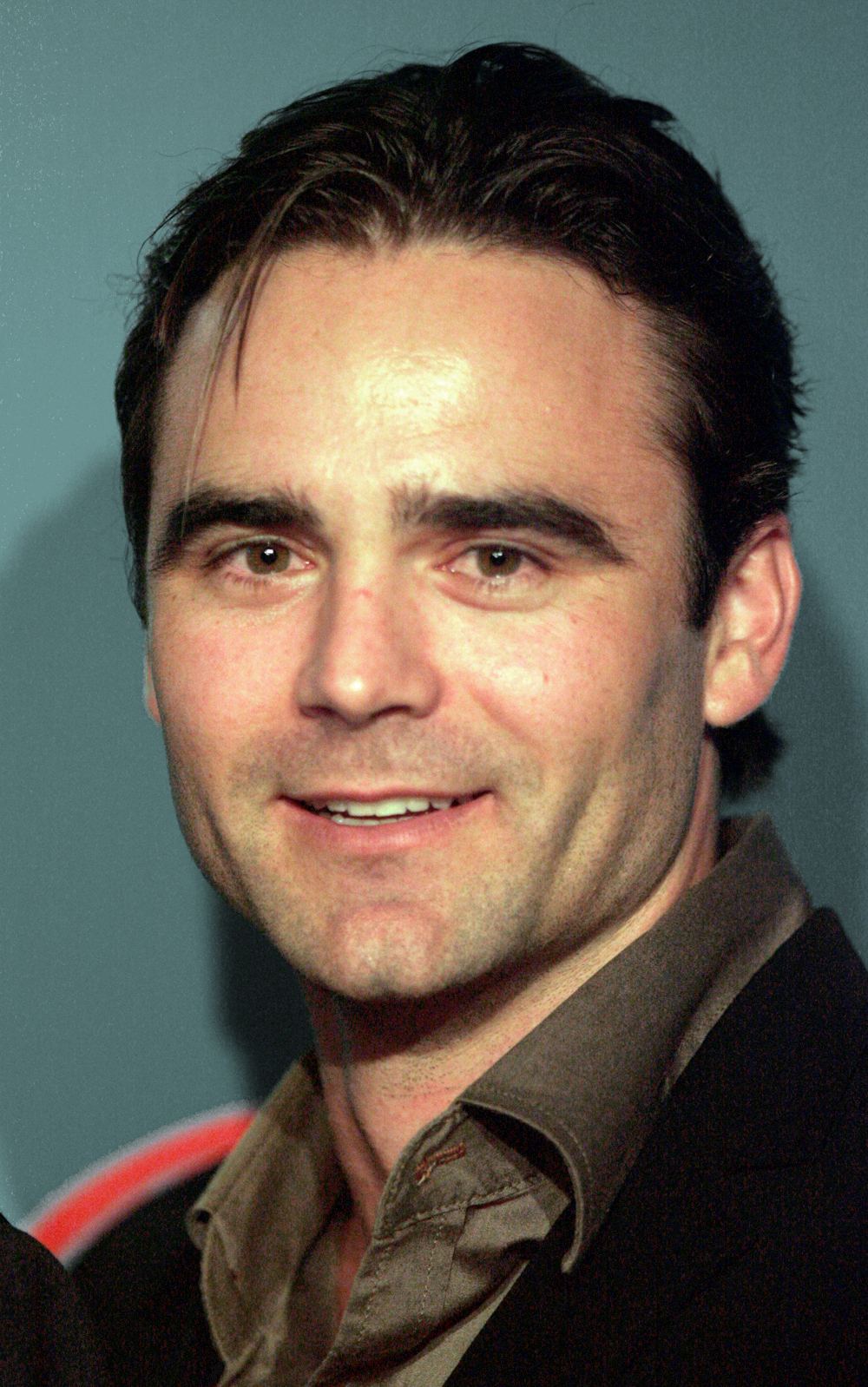
Dustin Clare interprète Gannicus

## Production

### Tournage
Le tournage de la deuxième saison devait commencer en mars 2010 en Nouvelle-Zélande. Il a été suspendu à la suite du diagnostic d'un lymphome non-hodgkinien chez l'acteur principal, Andy Whitfield. En juin, l'état de santé d'Andy Whitfield s'améliore. Les producteurs prévoient alors de lancer le tournage de la saison 2 en octobre 2010.
Dans l'intervalle, en avril 2010 pour pallier l'arrêt du tournage de la deuxième saison, une préquelle intitulée Spartacus : Les Dieux de l'arène, a été diffusée entre le 21 janvier 2011 et le 25 février 2011 sur Starz.

### Casting
Andy Whitfield ayant finalement dû renoncer définitivement à reprendre son rôle du fait de l'aggravation de son état de santé, Liam McIntyre a été engagé pour le remplacer dans la deuxième saison. Andy Whitfield est quant à lui, mort le 11 septembre 2011 des suites de sa  maladie.
Lesley-Ann Brandt quitte la série. Elle interprétait Naevia dans la première saison et dans la préquelle. Elle est remplacée par Cynthia Addai-Robinson.
Sont confirmés au casting : Manu Bennett dans le rôle de Crixus, Viva Bianca dans le rôle de Ilithyia, Craig Parker dans le rôle de Glaber, Katrina Law dans le rôle de Mira, Lucy Lawless dans le rôle de Lucretia, Peter Mensah dans le rôle de Doctore, Nick Tarabay dans le rôle d'Ashur et Brooke Williams dans le rôle d'Aurelia.

### Fiche technique
- Titre original et français : Spartacus: Vengeance
- Création : Steven S. DeKnight
- Réalisation : Michael Hurst
- Scénario : Steven S. DeKnight
- Musique : Joseph LoDuca
- Production : Steven S. DeKnight, Joshua Donen, Sam Raimi, Chloe Smith et Robert Tapert.
- Société de production : Starz
- Pays d'origine :  États-Unis
- Langue originale : anglaise
- Format : Couleur - 1,78 : 1 - son Dolby Digital
- Genre : Péplum
- Durée : 60 minutes

## Liste des épisodes
1. Fugitivus ;
2. Une place en ce bas monde (A Place in This World) ;
3. Pour le bien de tous (The Greater Good) ;
4. Les mains vides (Empty Hands) ;
5. Libertus ;
6. Choisir sa voie (Chosen Path) ;
7. Le serment (Sacramentum) ;
8. Balance (Balance) ;
9. Monstres (Monsters) ;
10. La fureur des dieux (Wrath of the Gods).

## DVD/Blu-Ray en France
- Spartacus : Vengeance - Coffret intégral de la Saison 2 sortie le 21 décembre 2013 en DVD et Blu-Ray.
- Spartacus - Coffret intégral des séries sortie le 21 décembre 2013 en DVD et Blu-Ray.